# Metropolia Bogota
Metropolia Bogota – metropolia rzymskokatolicka w Kolumbii utworzona 8 czerwca 1898.

## Diecezje wchodzące w skład metropolii
- Archidiecezja Bogota
  - Diecezja Engativá
  - Diecezja Facatativá
  - Diecezja Fontibón
  - Diecezja Girardot
  - Diecezja Soacha
  - Diecezja Zipaquirá

## Biskupi
- Metropolita: kard. Luis José Rueda Aparicio prymas Kolumbii (od 2020) (Bogota)
- Sufragan: bp Francisco Antonio Nieto Súa (od 2015) (Engativá)
- Sufragan: bp Pedro Manuel Salamanca Mantilla (od 2022) (Facatativá)
- Sufragan: bp Juan Vicente Córdoba Villota SJ (od 2011) (Fontibón)
- Sufragan: bp Jaime Muñoz Pedroza SDB (od 2018) (Girardot)
- Sufragan: bp Juan Carlos Barreto Barreto (od 2022) (Soacha)
- Sufragan: bp Héctor Cubillos Peña (od 2004) (Zipaquirá)

## Główne świątynie metropolii
- Bazylika archikatedralna Niepokalanego Poczęcia NMP w Bogocie
- Bazylika Najświętszego Serca Pana Jezusa w Bogocie
- Bazylika Pana Jezusa z Monserrat w Bogocie
- Katedra św. Jana Chrzciciela w Engativá
- Katedra Matki Boskiej Różańcowej w Facatativá
- Katedra św. Jakuba Apostoła w Fontibón
- Katedra Niepokalanego Serca Maryi w Girardot
- Katedra Jezusa Chrystusa Króla Pokoju w Soacha
- Katedra Trójcy Świętej w Zipaquirá
- Bazylika Jezusa Chrystusa z Ubaté